# Morisques
Le terme « morisque » (de l'espagnol morisco) désigne les musulmans d'Espagne qui se sont convertis au catholicisme entre 1499 (campagne de conversions massives à Grenade) et 1526 (à la suite du décret d'expulsion des musulmans de la couronne d'Aragon). Il désigne également les descendants de ces convertis,.
Alors que les mudéjars sont les musulmans vivant sous l'autorité des rois chrétiens pendant la reconquête de l'Espagne (achevée en 1492 avec la prise de Grenade par Ferdinand II d'Aragon et Isabelle de Castille, les Rois Catholiques), les morisques, eux, sont des chrétiens, anciennement musulmans ou descendants de musulmans convertis. Ils ne forment donc pas à proprement parler une minorité religieuse ou ethnique dont les contours seraient clairement définis. Entre la période des conversions initiales (en 1499-1502 pour la couronne de Castille, en 1521-1526 pour la couronne d'Aragon), et l'expulsion générale des morisques en 1609-1614, plusieurs générations se sont succédé, plus ou moins proches de la culture arabo-musulmane, plus ou moins assimilées à la société majoritaire chrétienne. Les différences régionales étaient, elles aussi, importantes, comportant des degrés d'assimilation variables.
Les autorités — et notamment les autorités religieuses — avaient tendance à présenter une image uniforme des morisques, celle d'un groupe resté fortement attaché à l'islam malgré le baptême catholique reçu : elles désignaient généralement les morisques par référence à cette conversion : « los nuevamente convertidos » (les nouveaux convertis), « les cristianos nuevos de moro » (les nouveaux chrétiens issus de l'islam).
Les travaux des historiens depuis une trentaine d'années montrent que la situation des Morisques était en réalité très diversifiée selon les générations et les régions, qu'il s'agisse des pratiques religieuses (musulmanes/catholiques), des usages linguistiques (arabe andalou, castillan, valencien), etc..

## Origines

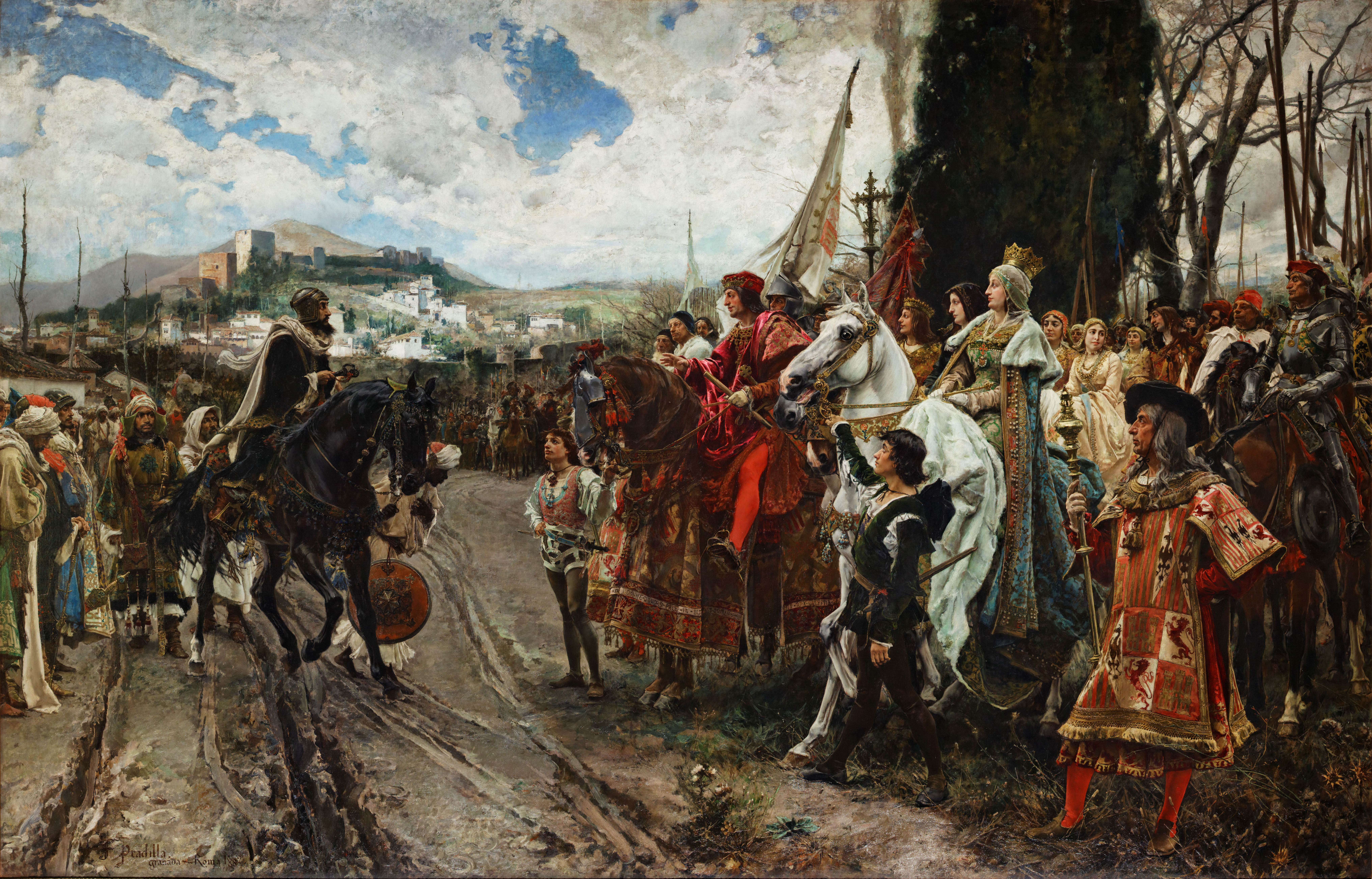
La reddition de Grenade, tableau de Francisco Pradilla y Ortiz.

Avec la prise de Grenade et l'intégration, dans la couronne de Castille, de l'ancien émirat de Grenade, plusieurs centaines de milliers de musulmans (peut-être 700000 [réf. nécessaire]) passaient sous la domination de souverains chrétiens, Isabelle et Ferdinand. D'après les accords de reddition (dits « Capitulations ») de la ville de Grenade négociés par le roi vaincu Boabdil et les Rois Catholiques en 1491, les musulmans étaient autorisés à conserver leur religion. Cependant, les garanties offertes aux musulmans de Grenade par ces traités étaient beaucoup plus fragiles, au regard du droit canon, qu'il n'apparaissait à première vue. 

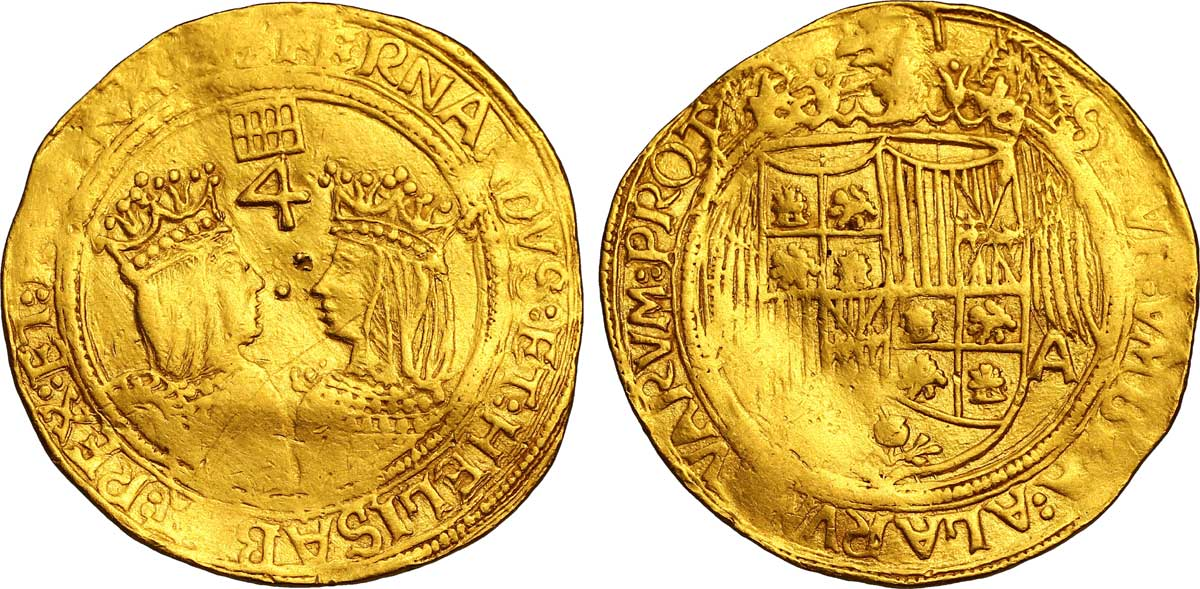
Quadruple en or à l'effigie des rois catholiques, Isabelle et Ferdinand d'Espagne.

Par la suite, les Rois Catholiques s'attachèrent à repeupler le territoire avec des colons venus de Castille et à imprimer sur la ville la marque de leur autorité, notamment en transformant en églises un certain nombre de mosquées. Certains membres des élites musulmanes grenadines, conscients des violations causées par la cohabitation, préférèrent s'exiler en Afrique du Nord ; la majorité resta, désignée désormais sous le nom de mudéjars. Les accords de reddition furent plus ou moins respectés tant que dura l'influence de l'archevêque de Grenade, Hernando de Talavera (es) qui s'efforça d'attirer au christianisme les Grenadins musulmans par des moyens non violents (prédication, interdictions diverses). La prédication de Talavera pour convertir les musulmans était en fait assez réduite, car il était davantage occupé à organiser l'église de Grenade pour les colons chrétiens. Les hagiographes de Talavera lui attribuent environ une centaine de conversions de musulmans au christianisme.

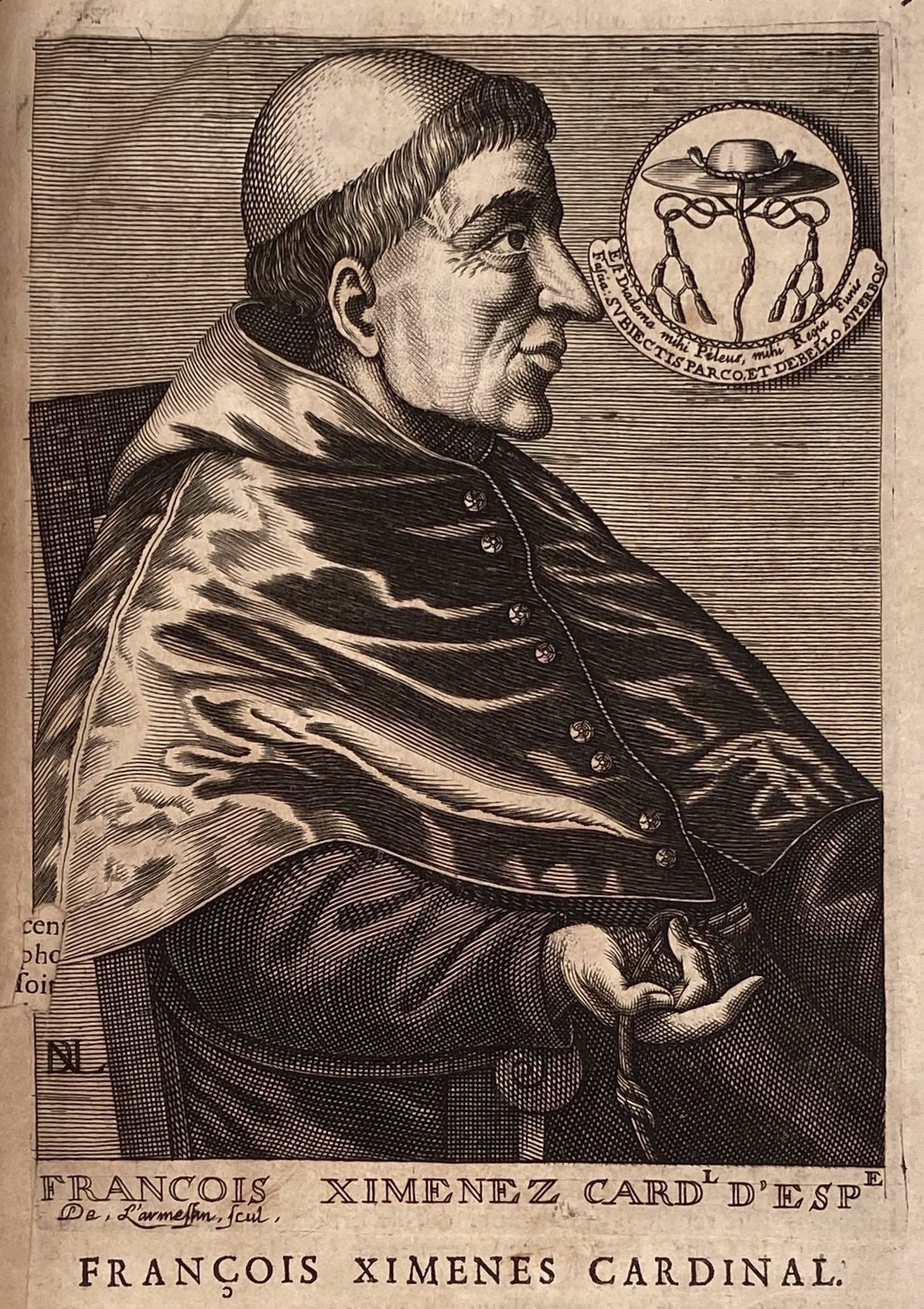
Le cardinal Francisco Jiménez de Cisneros, 1682

En 1499, arriva à Grenade l'archevêque de Tolède Francisco Jiménez de Cisneros, confesseur de la reine de Castille Isabelle. Il s'attache à réintégrer dans l'Église les « elches » (chrétiens convertis à l'islam ou leurs descendants avant la prise de la ville et qui étaient revendiqués aussi bien par l'Église que par les musulmans). Les musulmans considérèrent cette entreprise comme une violation des Capitulations. Les historiens débattent encore des responsabilités respectives du cardinal de Cisneros et des Rois Catholiques dans le durcissement de la situation religieuse.
Craignant l'élimination totale de l'islam et exaspérés par diverses pressions économiques et fiscales, les habitants de l'Albaicín de Grenade, quartier de la ville où les musulmans étaient désormais relégués, se révoltèrent. D'autres foyers de révolte s'allumèrent dans les régions montagneuses de l'ancien royaume de Grenade, contraignant Ferdinand à mener de véritables opérations militaires pour amener la reddition des révoltés. Au printemps 1501, l'ancien royaume était « pacifié ».
Après la défaite des révoltés, les Rois catholiques décrétèrent l'expulsion des musulmans âgés de plus de 14 ans, d'abord de Grenade puis, en 1502, de l'ensemble de la couronne de Castille. Cette même décision avait précédemment été prise pour expulser les Juifs d'Espagne en 1492 dite « année cruciale » pour ces sujets vivant sur la péninsule depuis l'Antiquité. Ainsi les mudéjars des villes castillanes qui vivaient depuis plusieurs siècles pacifiquement sous la domination chrétienne étaient concernés par cette mesure. La seule voie de sortie autorisée était la côte cantabrique, restriction qui fut très vite interprétée comme le signe que les Rois catholiques souhaitaient, en réalité, non pas expulser les musulmans mais les forcer par tous les moyens à accepter le baptême.

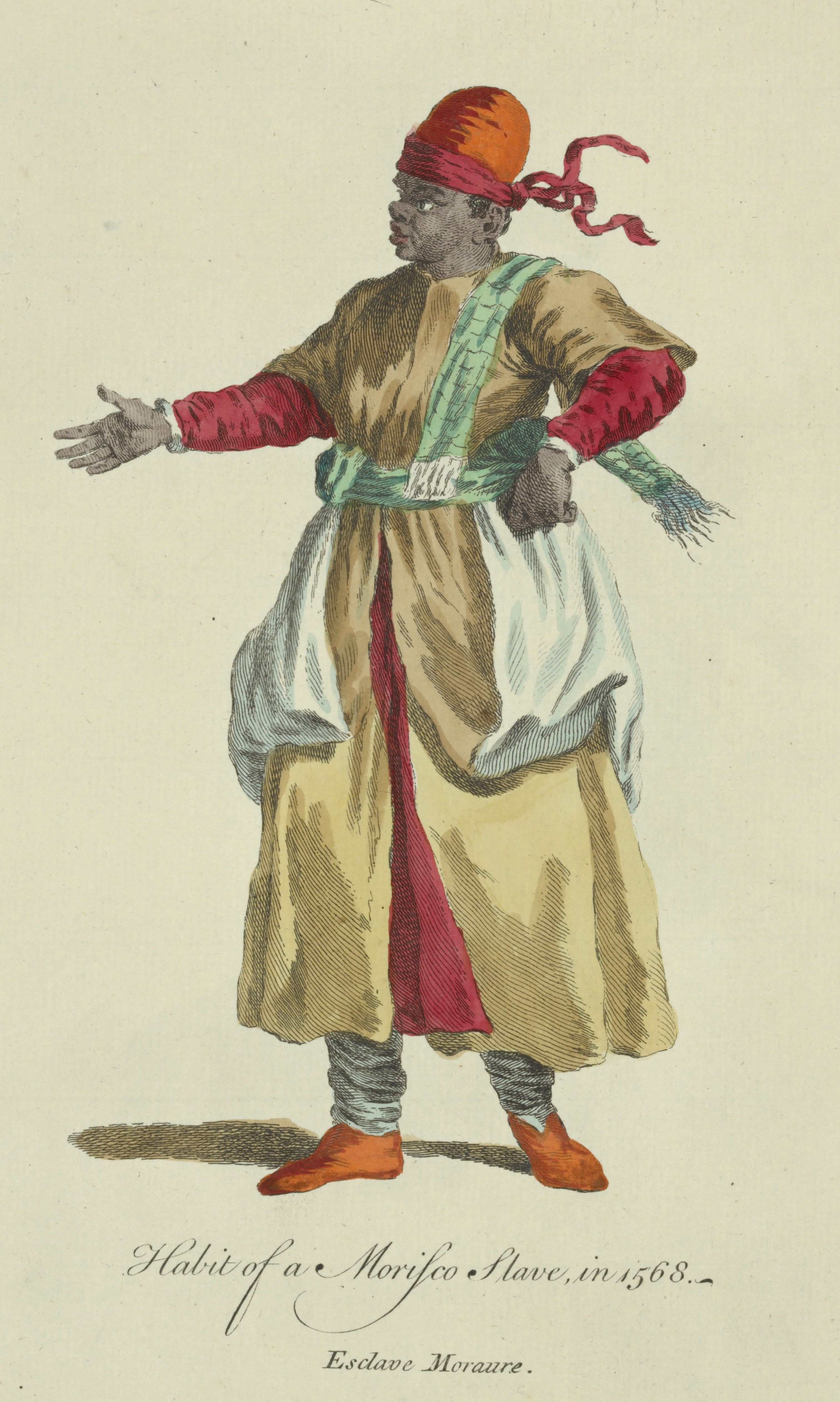
Costume d'un esclave morisque en 1568, dessiné en 1757

Si, officiellement, l'islam n'était plus toléré dans la couronne de Castille après le décret de 1502, il restait encore des milliers de musulmans dans la couronne d'Aragon (royaume d'Aragon, Catalogne, et royaume de Valence). C'est dans cette dernière région qu'ils étaient les plus nombreux, dispersés dans les villes et villages en communautés de tailles diverses. Vivant sous régime chrétien depuis le XIIe siècle, ces mudéjars étaient pour la plupart des paysans. Ils payaient à leurs seigneurs des redevances spécifiques, qui faisaient d'eux une ressource précieuse pour les grands barons valenciens.
En 1520, éclata la révolte anti-seigneuriale dite des « Germanías » menée par les corporations d'artisans de Valence. Durant l'été 1521, les révoltés, utilisant les menaces, les violences et les agressions physiques et mentales, conduisirent les nombreuses communautés de musulmans à accepter le baptême de peur pour leurs vies et celles de leurs familles. En 1525, Charles Quint, conseillé par une assemblée de juristes et de théologiens, décréta que ces baptêmes étaient valides. Par conséquent, aucun retour en arrière n'était autorisé pour les musulmans convertis pendant les « Germanías ». Plus encore, Charles Quint vit dans cet événement un effet de la Providence divine. Pour remercier Dieu de l'issue favorable de la bataille de Pavie durant laquelle François Ier avait été capturé, l'empereur décréta l'expulsion des musulmans de toute la couronne d'Aragon. Ce décret, qui prenait effet en 1526, conduisit une majorité des musulmans à se faire chrétiens pour éviter l'expulsion. D'autres, moins nombreux, partirent clandestinement vers l'Afrique du Nord. Désormais, les seuls musulmans tolérés dans la Monarchie catholique (les États des rois d'Espagne) étaient les esclaves, qui n'étaient pas concernés par les décrets d'expulsion.

### Vocables et procès
Dans la documentation inquisitoriale de Valence, les morisques sont désignés par les appellations de « moriscat, tornadizo de moro, converso de moro » . Ils y apparaissent timidement dès la fin du XVe siècle et au début du XVIe, à travers moins de 3 % des cas traités par l'Inquisition. Puis, avec l’édit de grâce du 9 avril 1518, les musulmans sont convertis de force dans la région de Valence durant les Germanías, dans les années 1520 où 219 musulmans convertis se présentent devant les inquisiteurs. « Ils bénéficièrent ensuite d’une période de grâce de quarante ans, avant d’être finalement poursuivis par l’Inquisition de façon systématique à partir des années 1560 ».

## Statut social

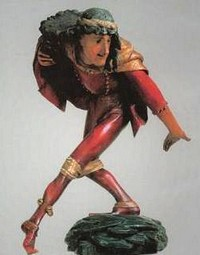
Danseur morisque (reproduction), Munich, 1480

Il est difficile de donner un chiffre précis de la population morisque. Il y aurait eu entre 300 000 et 400 000 Morisques à la veille de l'expulsion. La croissance démographique, au cours du XVIe siècle, est compensée par un important courant de départs clandestins vers l'Afrique du Nord et notamment le Maroc. D'autre part, contrairement à ce que croient les « vieux chrétiens », la natalité chez les Morisques est très inférieure à celle de l'ensemble de la population. La répartition des Morisques à l'intérieur de l'Espagne est très inégale : d'une présence massacrée et négligeable en Catalogne, ils représentent environ le huitième de la population de l'Aragon, 40 % de la population du royaume de Valence, et plus de 55 % dans le royaume de Grenade récemment conquis[réf. nécessaire].

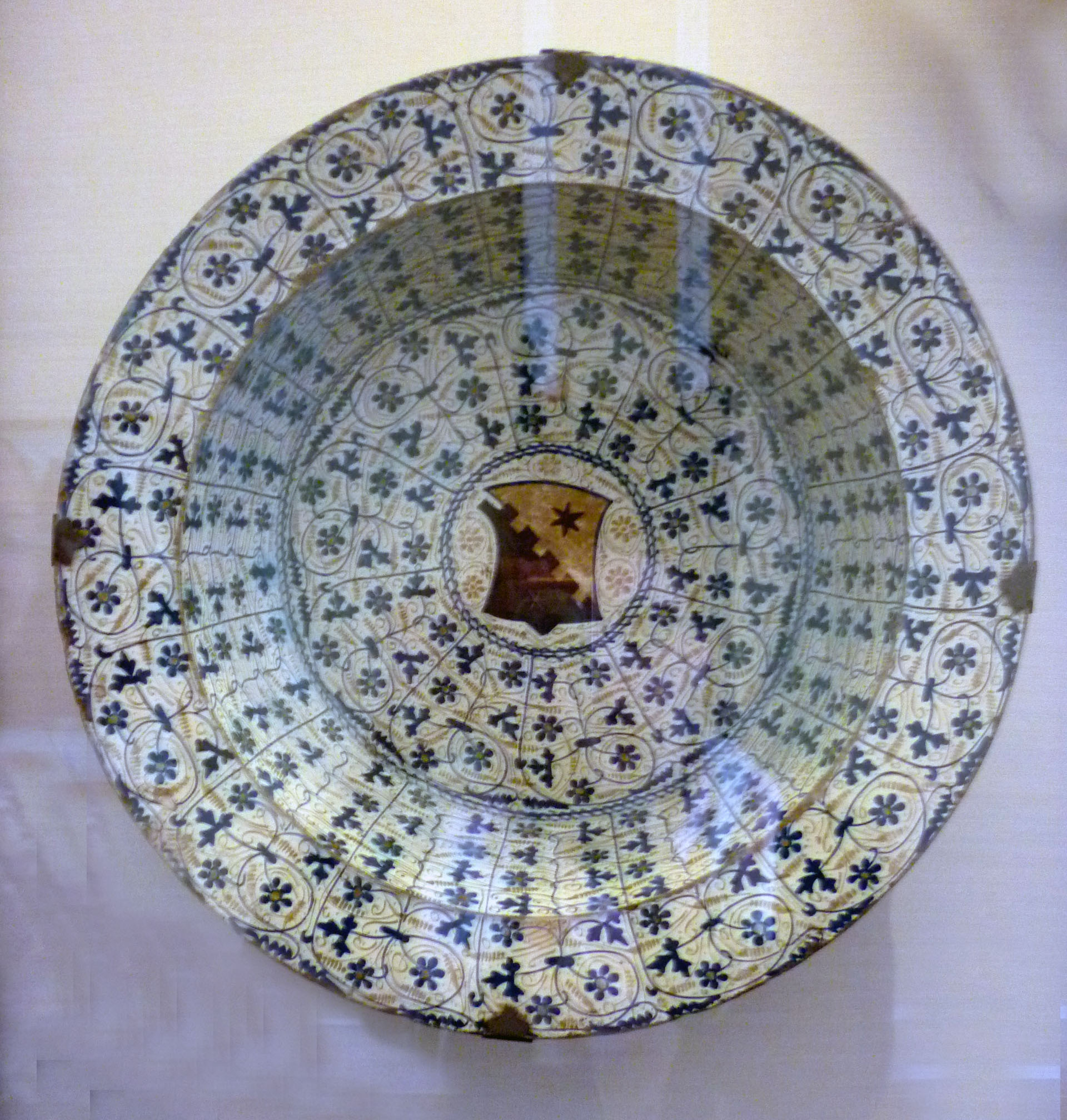
Assiette en céramique hispano-mauresque décorée de feuilles de persil et de marguerites, au centre, figure un blason, Manises,.

La noblesse morisque qui garde des titres, des charges et des richesses des noms d'origine espagnole a également été chassée et a perdu toutes ses richesses. Leurs maisons, arts, héritage sont devenus la propriété des chrétiens catholiques bénéficiant d'une certaine aisance et prêtant de l'argent à la vieille noblesse espagnole.

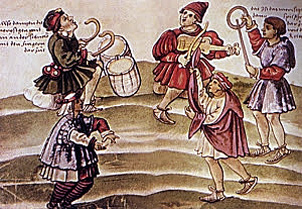
Zambra morisque

Parmi les agriculteurs, les Morisques se spécialisent plutôt dans l'élevage des vers pour la soie (autour de Grenade) et la culture des primeurs où ils exploitent au mieux les terrains grâce à l'irrigation.
Après 1570, les morisques grenadins déportés en Castille, bien qu'ils ne soient pas censés se déplacer, adoptent souvent des métiers liés à la mobilité, tels que transporteurs ou colporteurs.
Dans les municipalités où persiste une organisation traditionnelle (aljamas), la culture morisque est préservée grâce à la solidarité de tous. Un autre facteur de cohésion communautaire est la politique fiscale de Charles Quint : les Morisques restent soumis à un régime de taxation radicale imposée par le pouvoir royal et religieux que les représentants des aljamas négociaient en vain. Malgré leurs taxes incroyablement élevées et régulières, les Morisques ne parviennent pas à différer l'application des mesures répressives décrétées contre leurs communautés et leurs pratiques religieuses.

## Résistance à l'assimilation catholique

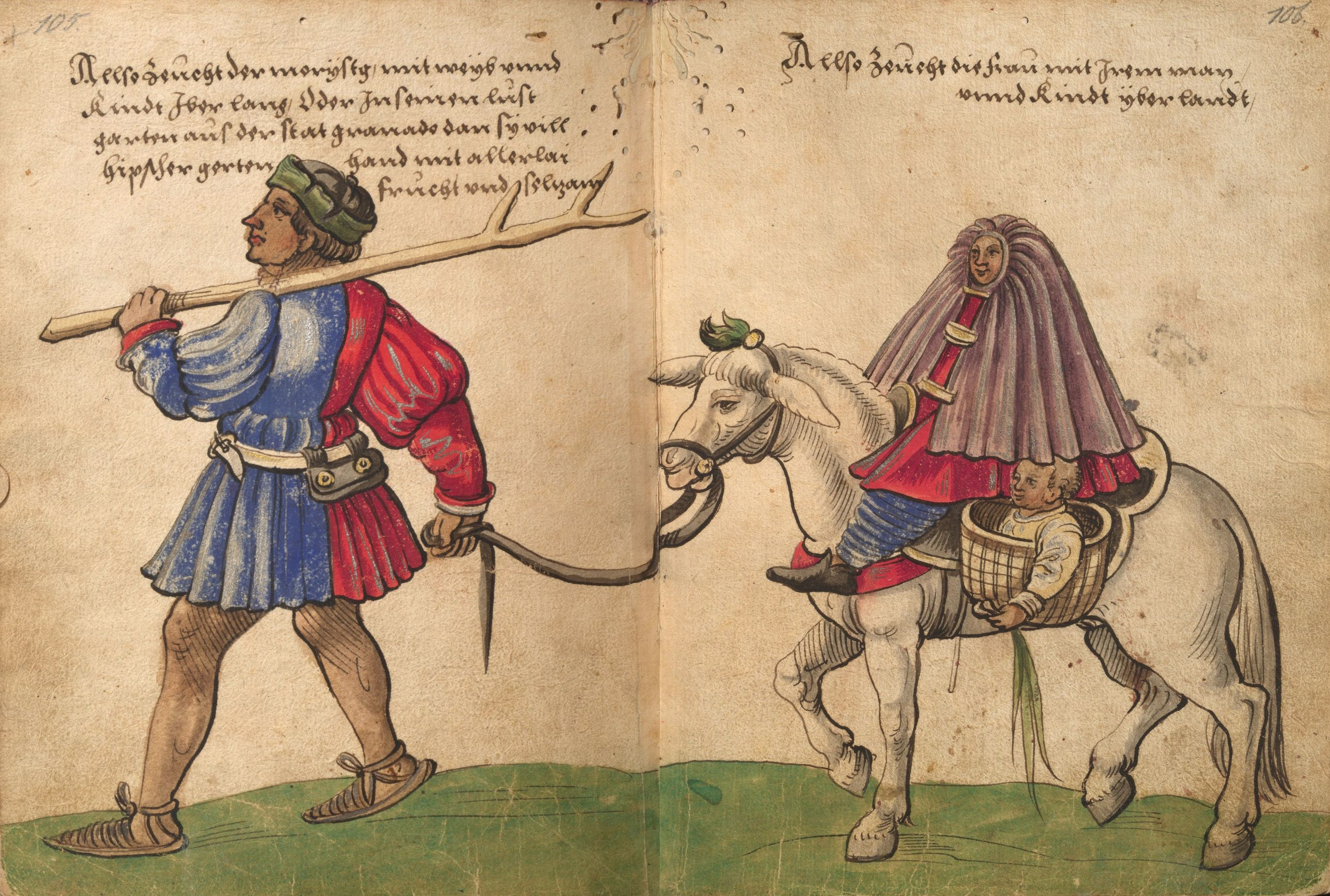
« Les Morisques dans le royaume de Grenade, une promenade dans la campagne avec femmes et enfants », 1530

En effet, à Grenade et Valence, le clergé dénonce, tout au long du XVIe siècle, la persistance de ces pratiques : les Morisques se soumettent extérieurement aux traditions chrétiennes mais conservent entre eux leur culture et tradition d'origine. Cet échec de l'évangélisation est attribué aux carences de l'encadrement paroissial et à la duplicité des Morisques eux-mêmes qui, par la pratique de la taqiya (dissimulation), conservent intérieurement leur foi musulmane (crypto-islam). Les historiens, actuellement, insistent sur la résistance culturelle des Morisques, notamment des femmes. De plus, ils mettent en évidence des phénomènes d'acculturation des Morisques à la culture chrétienne imposée, soit d'une localité à l'autre, soit sur le mode individuel.
En 1526, Charles Quint réunit à Grenade une commission d'experts, la Congrégation de la Chapelle royale, qui préconise l'interdiction non seulement des rites musulmans mais aussi de pratiques culturelles telles que la langue arabe, les noms arabes, les signes et ornements islamiques (main, demi-lune), ou encore la amafala, pièce de tissu recouvrant et voilant les femmes.

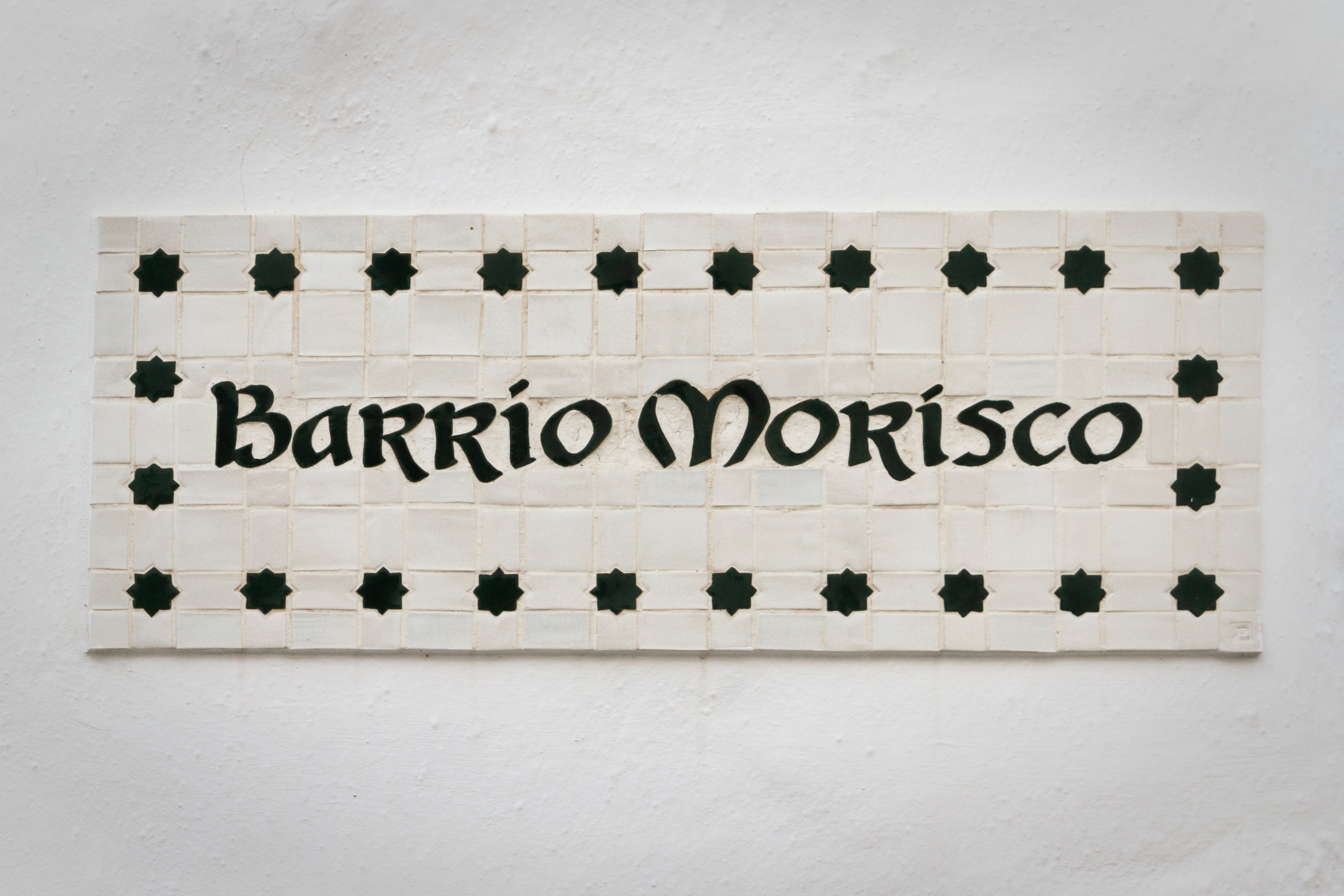
Quartier des Morisques, Frigiliana (province de Malaga)

Avec l'arrivée sur le trône de Philippe II, la situation des Morisques devient insupportable et précaire. Philippe II est décidé à appliquer la Réforme catholique dans ses États et à combattre l'hérésie, que ce soit contre les calvinistes des Provinces Unies (Pays-Bas) ou contre les Morisques de Grenade et de Valence. Un programme d'expulsion, d'extermination et de reconquête de la terre est mis en place dès 1559. En 1567, des mesures sont prises pour faire perdre aux Morisques leur identité religieuse et culturelle, dans la continuité de celles de 1526 : interdiction du voile, interdiction de la langue arabe et destruction des textes arabes (plus de 400 000 livres et encyclopédies de sciences, médecine, philosophie, astronomie et littérature ont été brûlés). Malgré les protestations des Morisques et les avertissements du gouverneur de Grenade, le marquis de Mondéjar (en), ces lois sont appliquées avec fermeté. Elles sont ressenties par la population morisque comme de violentes brimades.

## Révolte

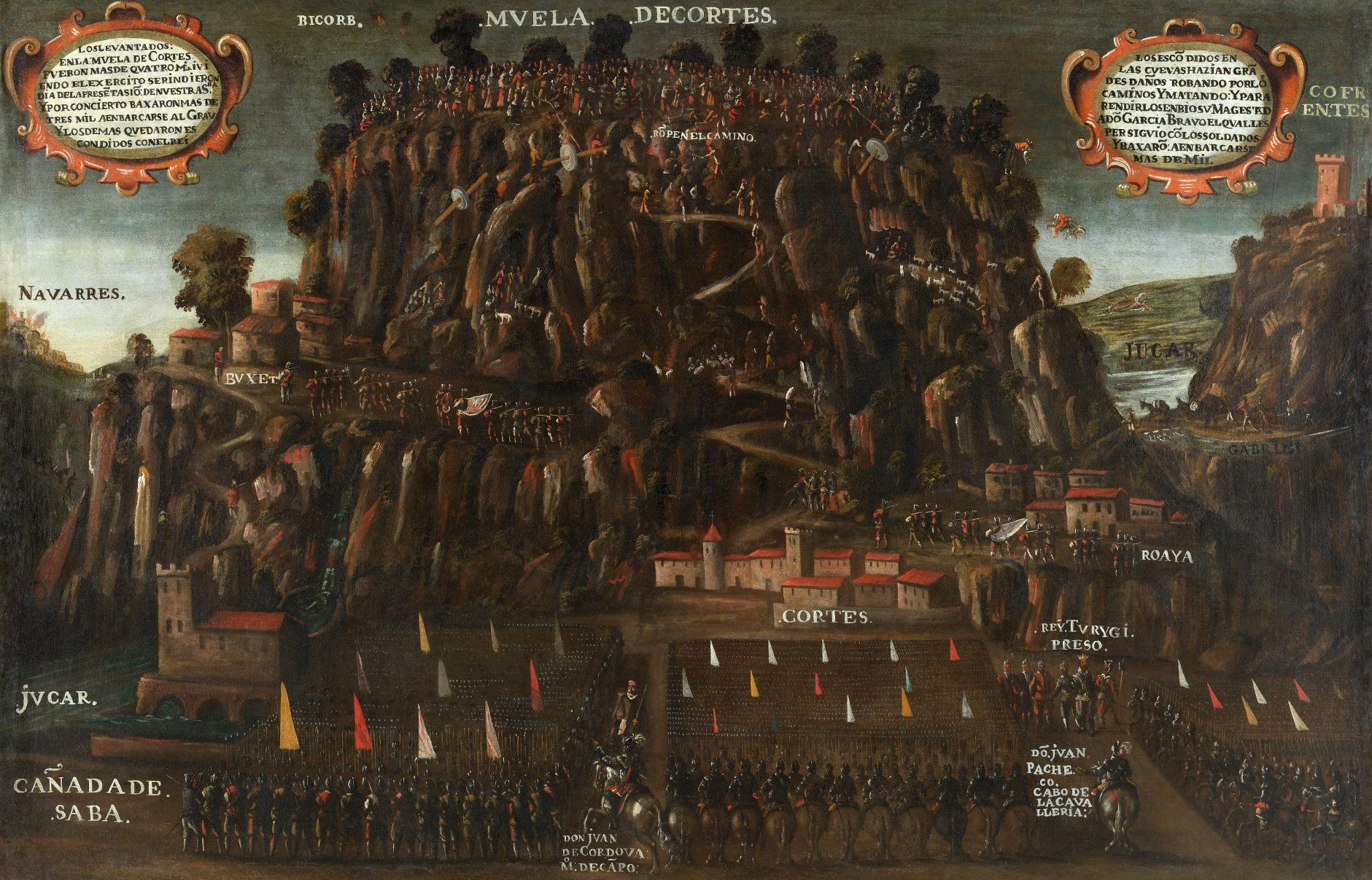
Scène représentant l'armée de résistance des Morisques contre l'expulsion dans la Muela de Cortes par Vicente Mostre, 1613

Dans la nuit de Noël 1568, un soulèvement s'organise dans le quartier de l'Albaicin à Grenade. Le premier chef de la rébellion est un jeune homme de 22 ans, Hernando de Valor, descendant des Omeyyades, qui prend le nom de Abén Humeya. La révolte gagne toute la vallée de Lécrin puis s'étend à toutes les montagnes de l'Alpujarras, à Jalance, Jarafuel, Bicorp, Cofrentes ou Dos Aguas.
La révolte est pacifique mais cela n'empêche pas que des exactions sur la population musulmane soient commises par les autorités catholiques qui ne se font pas attendre (viols, vols, massacres, pillages) en particulier au siège de Dúrcal par les troupes du marquis de los Vélez (es).
Des luttes de pouvoir interne conduisent à l'assassinat de Aben Humeya par l'un de ses rivaux et cousin Aben Abou (1570). Celui-ci sera lui-même trahi et assassiné par Gonzalo el Seniz en 1571.
La révolte est écrasée cette même année par don Juan d'Autriche, fils naturel de Charles Quint et donc demi-frère de Philippe II. Les Morisques du royaume de Grenade sont alors dispersés dans toute l'Espagne.

## Expulsion

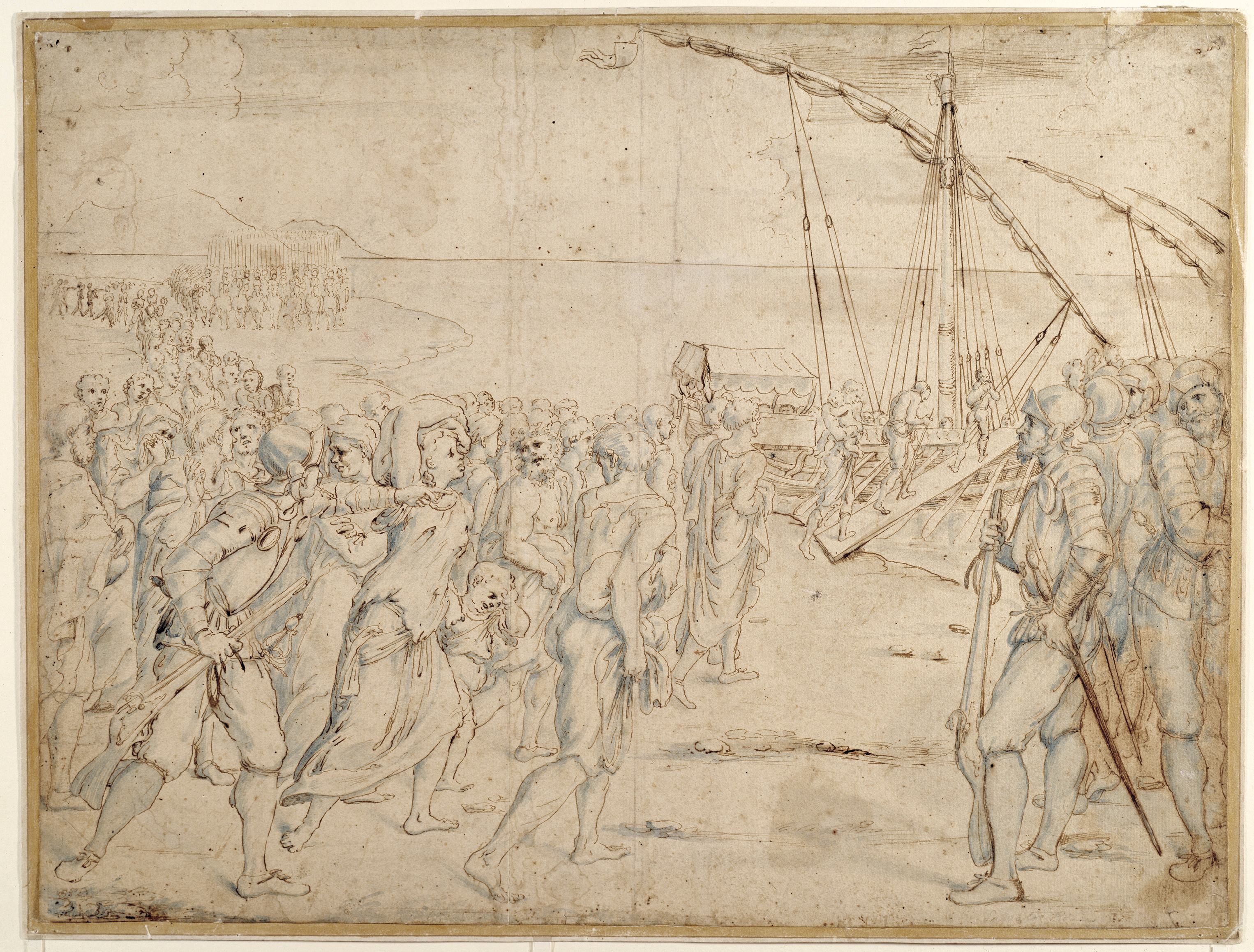
L'expulsion des Morisques, Vincenzo Carducci, 1627, Musée du Prado, Madrid

L'expulsion des Morisques d'Espagne est une expulsion promulguée par le roi Philippe III d'Espagne le 22 septembre 1609 qui signifie l'abandon des territoires espagnols par les Morisques, descendants des populations musulmanes converties au christianisme par le décret des rois catholiques du 14 février 1502. Malgré le fait que la rébellion des Morisques de Grenade quelques décennies avant est à l'origine de la décision, elle affecte particulièrement le royaume de Valence qui perd à cette occasion une grande partie de ses habitants et tombe dans une crise économique pendant plusieurs décennies.

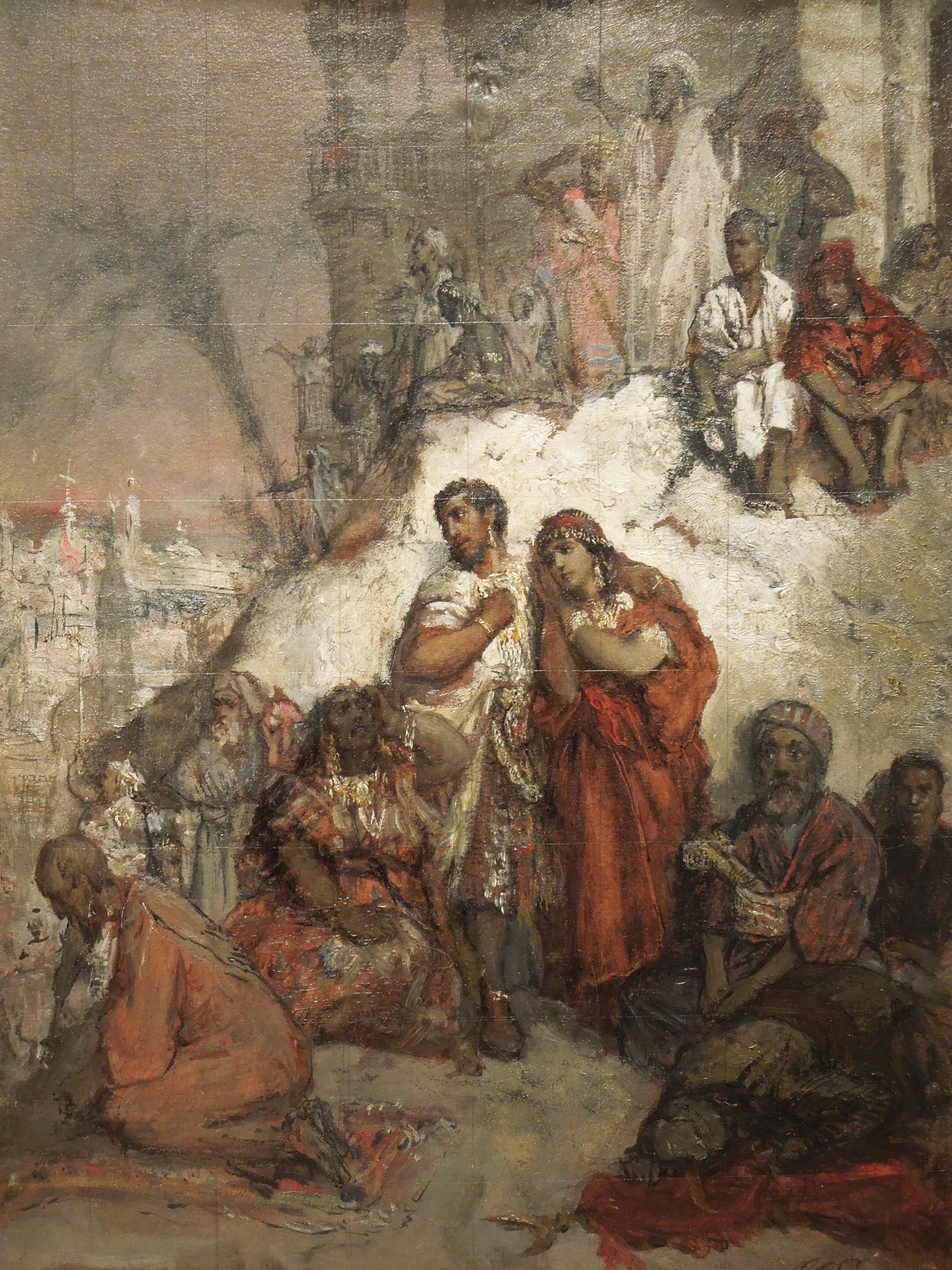
Expulsion des Maures de Grenade, Maurycy Gottlieb, 1877

Il est difficile d'estimer le nombre de Morisques qui ont été expulsés d'Espagne ainsi que le nombre de ceux qui ont pu échapper à l'expulsion ou réussir à y retourner. Même l'estimation du nombre total de Morisques présents dans le pays avant l'expulsion est basée sur les individus qui ont été détectés par les autorités. Henry Lapeyre dans son ouvrage classique sur ce sujet propose 270 000 expulsés. Cependant, de nombreuses études récentes commencent à remettre en question l'historiographie orthodoxe qui offre l'image d'une expulsion effective, rapide et sans merci d'une minorité visible et inassimilable. Ces études récentes semblent conclure que bien au contraire, l'expulsion était loin de mettre fin à la population morisque en Espagne et que dans de grandes parties du pays (l'Andalousie, la Castille, la Murcie et l'Extramadure), elle fut un échec, surtout en raison du rejet que cette mesure produisit entre la population et les autorités locales qui soutenaient souvent une communauté qui était pleinement intégrée et en voie d'assimilation.

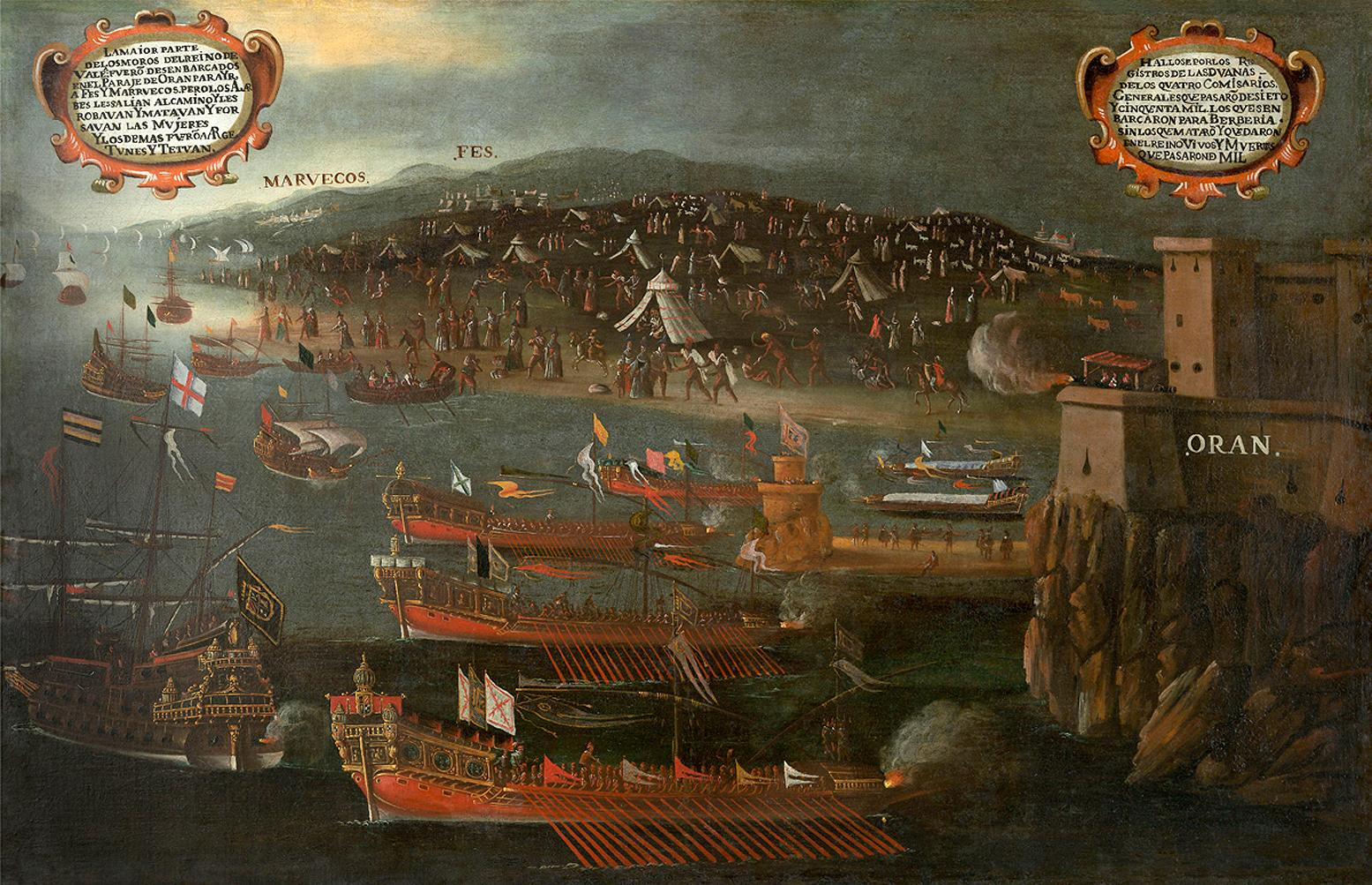
Débarquement des Morisques au port d'Oran (1613, Vicente Mestre), Fundación Bancaja de Valencia

Le déroulement de l'expulsion dans l'ensemble des royaumes espagnols se prolongea jusqu'en 1614. Après l'accession au trône de Philippe IV en 1621, la politique de harcèlement des Morisques se termina et, en 1628, l'Inquisition donna l'ordre de ne plus déranger les nombreux Morisques qui reviennent des terres africaines, sauf « en cas de scandale ».
La grande majorité des Morisques expulsés s'établit sur la côte du Maroc, de l'Algérie et de la Tunisie. D'autres arrivent à retourner en Espagne dans les années suivant l'expulsion, surtout en raison de la réception hostile au Maghreb. Au Maroc, les Morisques de Hornachos qui ont négocié leur expulsion et ont quitté l'Espagne avec leurs armes et leurs possessions fondent la République de Salé (ou République du Bouregreg) qui resta une communauté culturellement indépendante jusqu'au XVIIIe siècle.

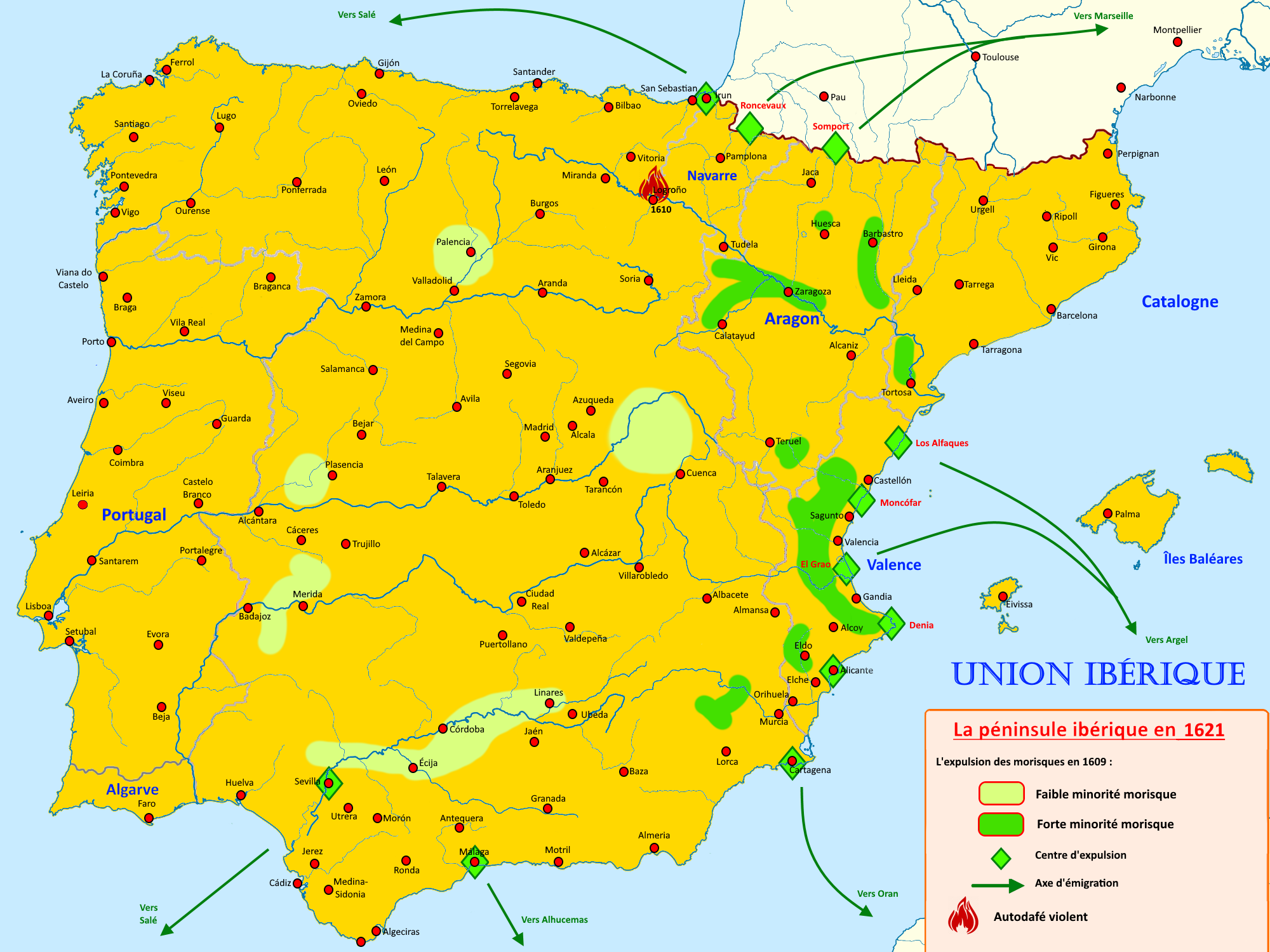
Expulsion des morisques en 1609

### Morisques en France
Certains Morisques trouvèrent refuge en France, même si la grande majorité d'entre eux partit ensuite pour le Maghreb ; quelques uns restèrent et se fondirent peu à peu dans la population locale. Henri IV rendit le 22 février 1610 une ordonnance permettant de demeurer dans le royaume à ceux qui « voulaient faire profession de la religion catholique pourvu qu'ils s'établissent au-delà de la Garonne et de la Dordogne ». Marie de Médicis ordonna qu'on les expulse, certains d'entre eux cependant sont restés dans le Béarn et notamment à Bayonne avec le consentement des magistrats municipaux. Des documents et des textes prouvent que de très peu de Morisques s'établirent en France. Ainsi par exemple, deux familles de potiers s'installent à Biarritz, les Dalbarade et Silhouette, dont les fours fonctionnaient encore en 1838.
D'autres Morisques étaient installés en Guyenne en 1611. Il leur fut enjoint de quitter la ville ou de se convertir,. En 1614, il n'est pratiquement plus question de mesures générales contre les Morisques de Bordeaux, le cardinal de Sourdis, absorbé par ses fonctions maritimes, détournant son attention des Morisques et ceux qui avaient fini par se faire accepter à Bordeaux se mêlèrent peut-être à la colonie portugaise de la cité. En 1636, ils n'avaient à Bordeaux aucune situation prospère que les autorités locales craignirent de les voir partir si les Espagnols, qui venaient de s'emparer de Saint-Jean-de-Luz, assaillaient Bordeaux, ville non armée. Ceux qui avaient un métier étaient restés : maréchaux, potiers, négociants, etc. L'un d'entre eux, un métis du nom d'Alonzo Lopez, eut même quelque notoriété et mourut à Paris en 1649 après avoir réussi à travailler, sous les ordres directs de Richelieu, à la renaissance de la marine française, et être allé, dans ce but plusieurs fois aux Provinces Unies de Hollande. Quelques années avant que Lopez ne disparut, on ne parlait déjà plus en France des Morisques, « ceux qui s'y étaient acclimatés s'étaient mêlés à la population et vivaient quand même dans la peur dans le royaume. Leur départ avait appauvri l'Espagne et nous avions hérité beaucoup d'éléments de population active et laborieuse ».
Voltaire a évoqué l'établissement de ces familles morisques dans son Essai sur les mœurs.

## Héritage génétique des Morisques sur l’Espagne

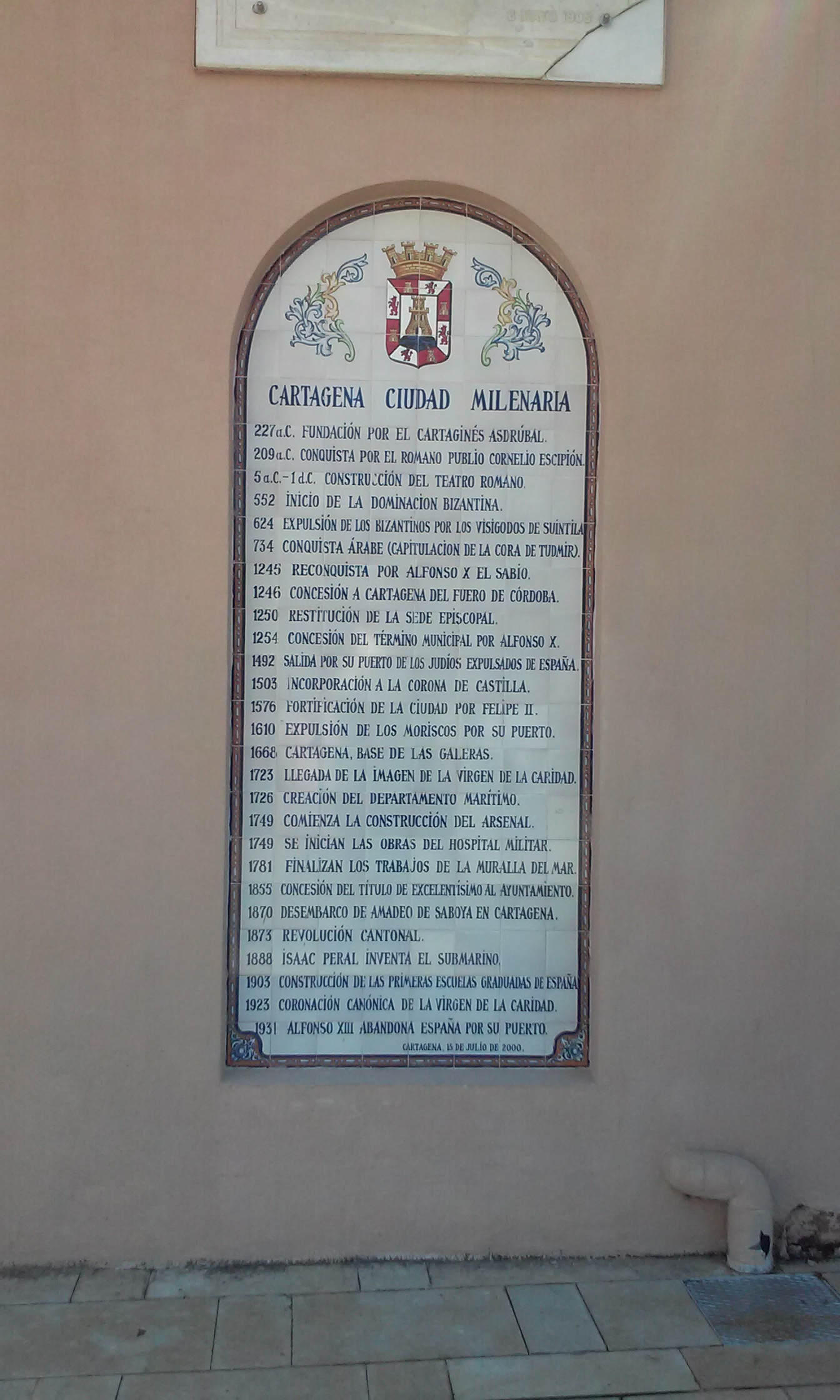
La plaque commémorative des principaux événements de Carthagène, précise que les Morisques ont été expulsés de son port en 1610

La péninsule ibérique montre une présence significative de l'haplotype du chromosome Y E-M81, d’origine berbère. Ce marqueur génétique est pratiquement absent de l’autre côté des Pyrénées. Un examen approfondi du chromosome de la péninsule Ibérique révèle que la fréquence de l'haplotype E-M81 dépasse les 15 % dans le sud et l'ouest de la péninsule ibérique. Quant à l'analyse de l'ADN mitochondrial, le marqueur nord-africain U6 existe dans la péninsule à des niveaux bien plus élevés que dans le reste du continent.
Selon une étude publiée en décembre 2008 dans l'American Journal of Human Genetics, 19,8 % des habitants actuels de la péninsule Ibérique ont un ADN partiellement issu du Proche-Orient et 10,6 % ayant l'ADN reflétant des ancêtres d'Afrique du Nord.

## Art et culture morisque
En architecture, les spécificités architecturales de l'art morisque et mudéjar se retrouvent dans des mosquées mais aussi dans des églises et des maisons de particuliers.

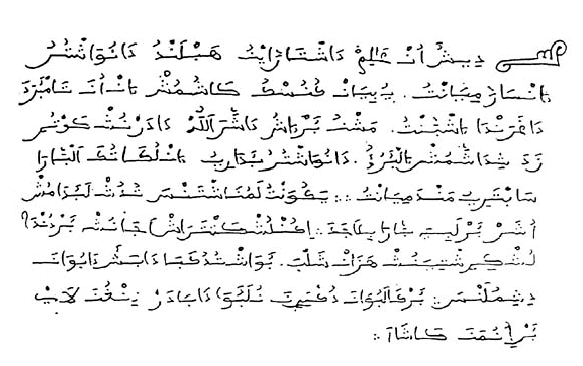
Manuscrit Aljamiado

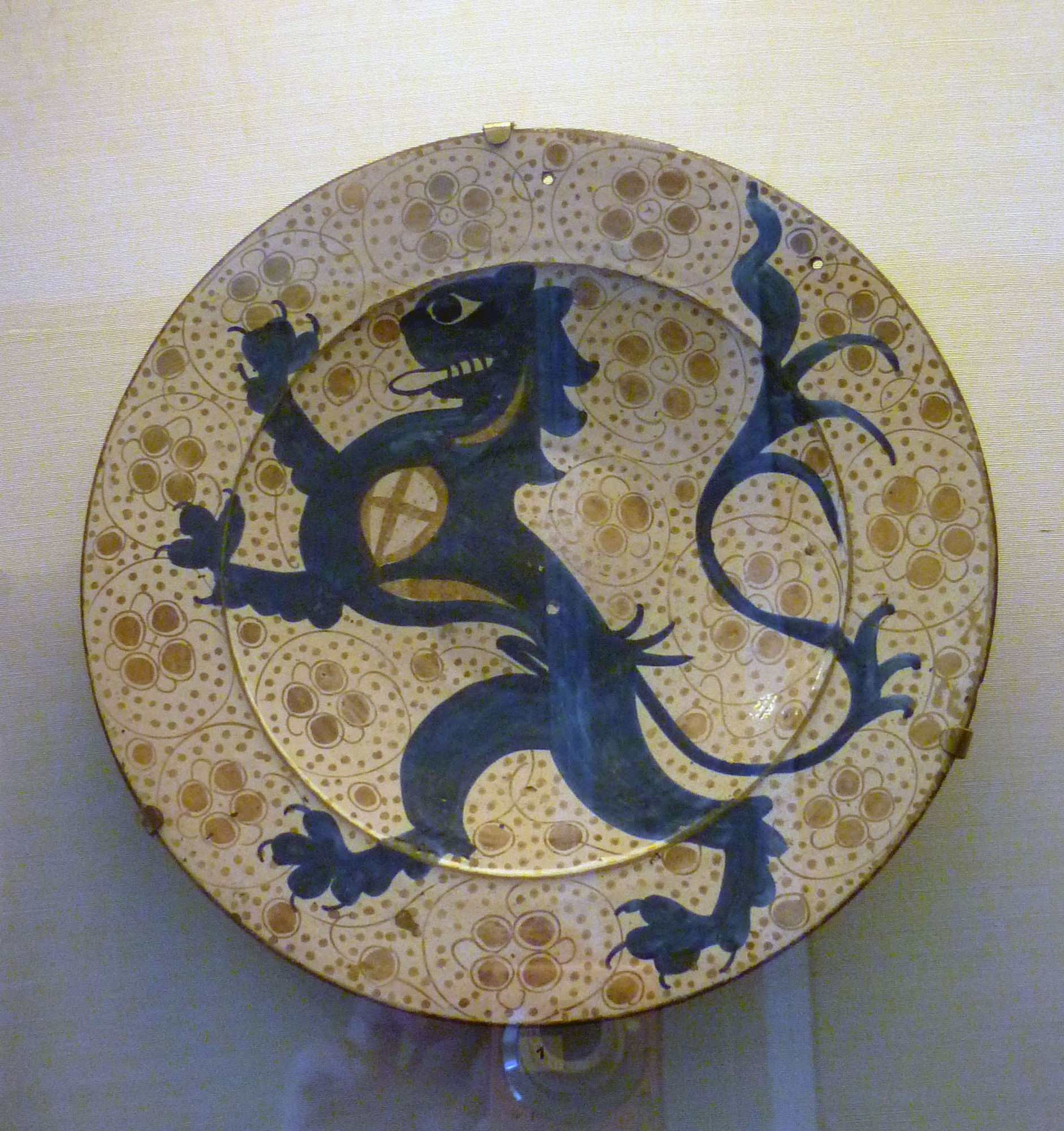
Plat hispano-morisque, (Valence)

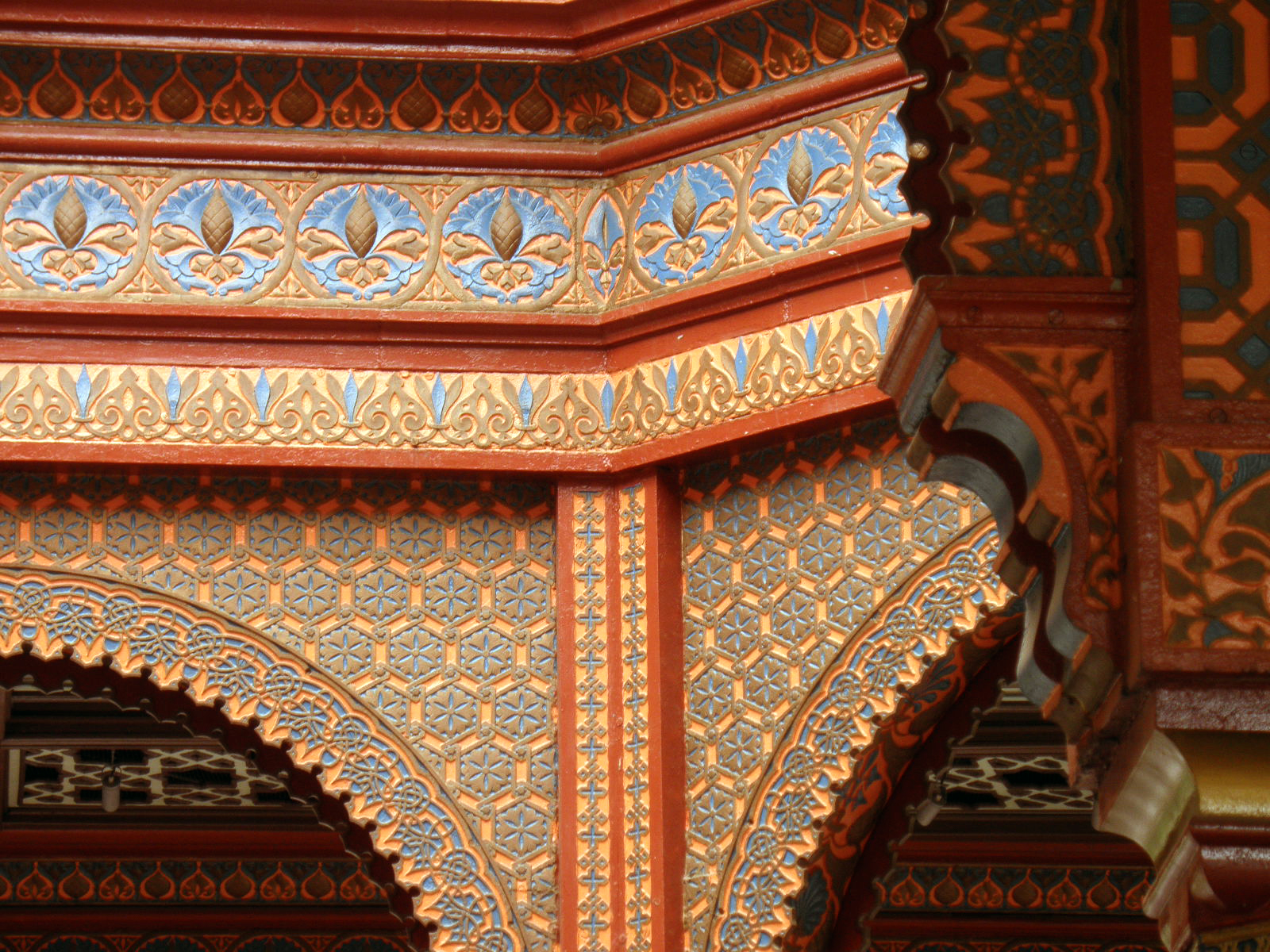
Géométrie mudéjar sur un kiosque morisque, Mexique

En littérature, la littérature Aljamiada (de l’arabe al-’adjamiyya - paroles d’étranger) est une littérature clandestine morisque transcrite de la littérature musulmane et écrite en espagnol mais à l'aide de caractères arabes. La littérature qu'ils produisent est essentiellement religieuse mais on y trouve même le premier Kamasutra en langue espagnole. La thématique moresque, qui était passée dans la poésie populaire (« romances » fronterizos, traitant des dernières guerres de reconquête de Grenade) dès avant 1492, se manifeste ensuite dans des ouvrages plus copieux comme le roman L'abencerage de Villegas (en) ou L'histoire des guerres civiles de Grenade de Pérez de Hita qui est traduite en français. Se crée ensuite, grâce à Lope de Vega, un nouveau romancero, à sujet romanesque morisque, le romancero étant l'ensemble des poèmes populaires castillans (les « romances ») dérivés des chansons de geste médiévales (Romancero du Cid).
Cervantes, auteur de Don Quichotte de la Manche (1605-1615) présente son ouvrage comme une traduction d'un texte écrit en arabe, Histoire de don Quichotte de la Manche, écrite par Cid Hamed Ben-Engeli, historien arabe. La sympathie de Don Quichotte pour certains personnages, comme Zoraïda ou Ricote, a fait croire à certains auteurs complaisants que Cervantès appartiendrait à ce peuple. Cependant la généalogie de Cervantès et la sévérité avec laquelle il juge les Morisques tout au long de l'ouvrage infirment cette thèse.
Victor Hugo, dans Notre-Dame de Paris, fait allusion à une danse morisque.
Thoinot Arbeau, dans son Orchésographie (1589), décrit une danse morisque ou moresque, connue dans toute l'Europe.

## Morisques et descendants de Morisques célèbres

### Période moderne (XVIe–XIXesiècles)
- Abén Humeya, leader morisque en Espagne lors du soulèvement des Alpujarras au XVIe siècle
- Yuder Pacha, leader militaire sous les Saadiens au XVIe siècle
- Ibrahim Vargas (Bargach)[N 2], premier gouverneur de la république du Bouregreg
- Mohamed Pantoja (Bentoudja), gouverneur de Salé et patron d'esclaves
- Mohamed el-Hadj Ben Ali Manino, membre de l'ambassade marocaine en France (1681-1682) et gouverneur de Salé
- Abdelkader Moreno[N 2], dernier gouverneur de Rabat sous la république du Bouregreg, avant la réunion du territoire au Maroc[30]
- Mohamed Fennich, dernier gouverneur de Salé sous la république du Bouregreg, avant la réunion du territoire au Maroc[30]
- Abdelkader Pérez , grand amiral et ambassadeur du Maroc en Angleterre au XVIIIe siècle
- Youssef Diaz, ambassadeur du Maroc en Angleterre au début du XVIIIe siècle
- Jean Dalbarade, dit « Le Bayonnais » (Biarritz, 1743 - Saint-Jean-de-Luz, 31 décembre 1819 ) est un officier de marine, corsaire et homme politique français des XVIIIe et XIXe siècles.
- Alonso López, (1582-1649) appelé Alphonse Lopez en France, était procureur des Morisques Aragonais puis devint en France l'agent financier et confident de Richelieu.

### Période contemporaine
- Abdesalam Bennuna (es), homme de lettres marocain, il est décrit comme le “père du nationalisme marocain”
- Abdelmajid Fenniche, journaliste, metteur en scène et chercheur Marocain
- Abdessamad Tamouro, professeur universitaire à Rabat au Maroc, qui s'intéresse à la question maurisque
- Abdellatif Berbich, secrétaire perpétuel de l'Académie du royaume du Maroc
- Abderrahim Bargach, journaliste marocain
- Ahmed Balafrej[N 2], leader nationaliste marocain, cofondateur du parti de l'Istiqlal et second président du Conseil
- Ahmed Bargach, homme politique marocain
- Abdellatif Mouline, diplomate, ancien ambassadeur du Maroc au Soudan puis en Égypte
- Adelfattah Sebbata (1936-2007), maire de Rabat dans les années 1990 et député de 1997 à 2003 au Maroc
- Loth Bounatiro, chercheur et astronome algérien
- Ahmed Reda Guedira[N 2] (1922-1995), conseiller du roi Hassan II du Maroc
- Othman Jorio[N 2], leader nationaliste et homme de religion marocain
- Maâti Jorio[N 2], ministre marocain de l'Agriculture au sein du gouvernement Lamrani I
- Mohamed Nabil Mouline, historien et politologue marocain
- Mohammed Amine Balambo, professeur universitaire et Économiste marocain
- Mekki Palamino, peintre marocain
- Abdelfattah Kilito[N 2], écrivain et universitaire marocain
- Hédi Lakhoua, ancien grand vizir de Tunis
- Abdelwahab Meddeb, écrivain, poète et animateur de radio franco-tunisien.
- M'hammed Mouline[N 2] , vizir des Habous du Makhzen chérifien sous Mohammed V, pendant le protectorat français au Maroc
- Mohamed Rachid Mouline[N 2], ministre d'État marocain dans les années 1950 et 1960
- Abdelfattah Mourou, avocat et homme politique tunisien[31]
- Ahmed Piro[N 2], musicien marocain, maitre de l'École du Gharnati de Rabat
- Bahaâ Ronda[N 2], musicienne-vocaliste marocaine de Gharnati, disciple d'Ahmed Piro
- Mohammed Najib Loubaris, Président fondateur de l'Association « Mémoire des Andalous » au Maroc
- Mohammed Ronda[N 2], vizir de la justice du Makhzen chérifien sous Mohammed V, pendant le protectorat français au Maroc
- Hassan Remaoun, chercheur, sociologue et historien algérien
- Abdelkhalek Torres[N 3], journaliste et leader nationaliste marocain
- Mohamed Zniber, historien et homme de lettres marocain (1923-1993)
- Mohammed Torres[N 3],[32], Contrôleur (grand vizir) des Habous pendant le protectorat français au Maroc
- Slimane Mustafa Zbiss, archéologue et historien tunisien
- El Hadj Mohamed El Ghaffour musicien algérien, maître de la musique algérienne hawzi et du genre musical gharnati
- Amidou, de son vrai nom Hamidou Benmessaoud, acteur.
- Othmane Mouline, star de la musique Chaabi au Maroc.
- Khalid Molato, architecte marocain.
- Abdeljalil Fenjiro, ancien directeur général de la MAP.
- Larbi Roudiès, ancien militant nationaliste marocain sous le Protectorat, diplomate et ambassadeur au Mali.
- Nabila maan, Chanteuse et interprète marocaine de son vrai nom Abdellaoui maane.